# Tiburones de La Guaira
Uniformes

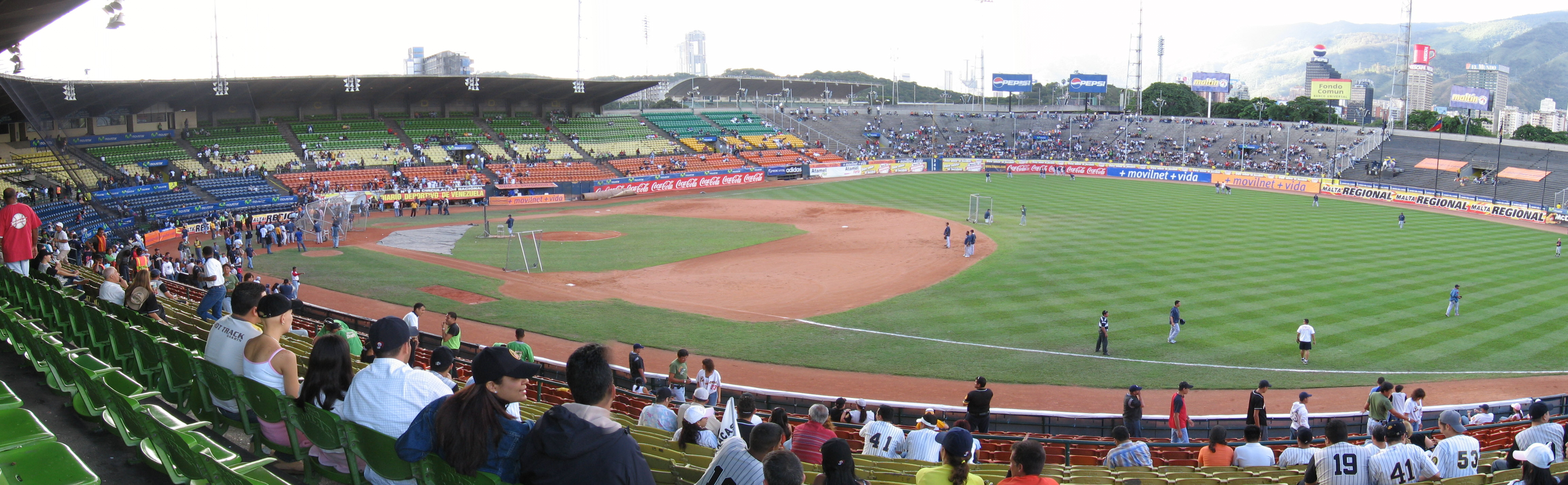
Estadio Universitario

Les Tiburones de La Guaira sont un club vénézuélien de baseball de la Ligue vénézuélienne de baseball professionnel. Basés à La Guaira (La Guaira) au Venezuela, les Tiburones de La Guaira disputent leurs matchs à domicile à l'Estadio Universitario de Caracas. Cette enceinte de 20 723 places est inaugurée en 1952. Fondés en 1962, les Tiburones comptent sept titres de champion du Venezuela entre 1965 et 1986.

## Histoire
Le club est créé en 1962 et participe pour la première fois au championnat en 1962-1963. À l'occasion de leurs débuts, les Tiburones atteignent la demi-finale de l'épreuve. Ils enlèvent leur premier titre en 1964-1965.

## Palmarès
- Champion du Venezuela (7) : 1964-1965, 1965–1966, 1968–1969, 1970–1971, 1982–1983, 1984–1985, 1985–1986.
- Vice-champion du Venezuela (5) : 1966-1967, 1969-1970, 1971-1972, 1976-1977, 1986-1987.

## Numéros retirés
- 11 - Luis Aparicio
- 13 - Oswaldo Guillén
- 14 - Gustavo Polidor
- 15 - Robert Marcano
- 40 - Carlos Martínez
- 41 - Aurelio Monteagudo